# Listrognathus confractus
Listrognathus confractus är en stekelart som beskrevs av Gupta och Kamath 1967. Listrognathus confractus ingår i släktet Listrognathus och familjen brokparasitsteklar. Inga underarter finns listade i Catalogue of Life.